# Them or Us
Them or Us — музичний альбом Френка Заппи. Виданий року лейблом Barking Pumpkin Records. Загальна тривалість композицій становить 70 хв : 45 с. Альбом відносять до напрямків Хард-рок, прогресив-рок, арт-рок.

## Список пісень
1. The Closer You Are — 2:55
2. In France — 3:30
3. Ya Hozna — 6:26
4. Sharleena — 4:33
5. Sinister Footwear II — 8:39
6. Truck Driver Divorce — 8:59
7. Stevie's Spanking — 5:23
8. Baby, Take Your Teeth Out — 1:54
9. Marqueson's Chicken — 7:33
10. Planet of My Dreams — 1:37
11. Be in My Video — 3:39
12. Them or Us — 5:23
13. Frogs with Dirty Little Lips — 2:42
14. Whippin' Post — 7:32